# كريستيان دينيسي
كريستيان دينيسي (بالإنجليزية: Christian Dean)‏ (14 مارس 1993 بإيست بالو ألتو في الولايات المتحدة - ) هو لاعب كرة قدم أمريكي في مركز الدفاع. شارك مع منتخب الولايات المتحدة تحت 23 سنة لكرة القدم. أما مع النوادي، فقد لعب مع فانكوفر وايتكابس وWhitecaps FC 2 ‏ وVancouver Whitecaps FC U-23 ‏.

## وصلات خارجية
- كريستيان دينيسي على موقع الدوري الأمريكي (الإنجليزية)
- كريستيان دينيسي على موقع قاعدة بيانات كرة القدم.إي يو (الإنجليزية)
- كريستيان دينيسي على موقع Soccerbase.com (لاعب) (الإنجليزية)
- كريستيان دينيسي على موقع Soccerway.com (الإنجليزية)
- كريستيان دينيسي على موقع عالم كرة القدم.نت (الإنجليزية)
- كريستيان دينيسي على موقع AS.com (الإسبانية)